# Farnworth
Farnworth – miasto w Anglii, w aglomeracji Manchesteru, w dystrykcie Bolton. W 2001 roku miasto liczyło 25 264 mieszkańców. 
W tym mieście ma swą siedzibę klub piłkarski - Farnworth FC, a także klub krykietowy - Farnworth Cricket club.